# Pinacopteryx eriphia
Pinacopteryx eriphia is een vlindersoort uit de familie van de Pieridae (witjes), onderfamilie Pierinae.
Het mannetje heeft een spanwijdte van 40 tot 55 millimeter, het vrouwtje van 42 tot 47 millimeter. De bovenzijde van de vleugels is bruinzwart tot zwart met zebra-achtige gelige strepen en vlekken.
Als waardplanten worden Maerua cafra, Boscia albitrunca en Boscia oleolides gebruikt.
De soort komt voor in het Afrotropisch gebied
Pinacopteryx eriphia werd in 1819 beschreven door Godart.